# لغة مون
لغة المون (/ˈmoʊn/ ) والمعروفة سابقًا باسم بِيغْوَان وتَلَينغ, هي لغة أستروآسياوية يتحدث بها شعب المون. لغة المون، مثل اللغة الخميرية المرتبطة بها، ولكن على عكس معظم اللغات في جنوب شرق آسيا القارية، ليست لغَة لحنية. تعتبر لغة المون لغةً أصلية معترفًا بها في ميانمار وكذلك لغةً أصلية معترفًا بها في تايلاند.
صُنفت لغة المون بأنها لغة "معرضة للخطر" في أطلس لغات العالم المهددة لعام 2010 من اليونسكو. واجهت لغة المون ضغوطًا تمثل تهديدًا للاندماج في كل من ميانمار وتايلاند، حيث أصبح العديد من الأشخاص ذوي الأصل المون يتحدثون فقط اللغة البورمية أو التايلاندية على التوالي. في عام 2007، كان يُقدر عدد المتحدثين بلغة المون بين 1,800,000 و 2 مليون. في ميانمار، يعيش معظم المتحدثين بلغة المون في جنوب ميانمار، خاصة ولاية المون، تليها منطقة تانينثاري وولاية كاين.

## التاريخ
تُعد لغة المون لغة هامة في تاريخ بورما. حتى القرن الثاني عشر، كانت لغة التفاهم المشتركة في وادي نهر إيراوادي—ليس فقط في ممالك المون في الجزء السفلي من النهر، ولكن أيضًا في مملكة باجان العليا لشعب البرمان. استمرت لغة المون، وخاصة المون المكتوبة، في كونها لغة ذات هيبة حتى بعد سقوط مملكة المون مملكة ثاتون إلى باجان في عام 1057. كان الملك كيان سيتثا من باجان (حكم من 1084 إلى 1113) معجبًا بثقافة المون ويُقدم لها الرعاية.

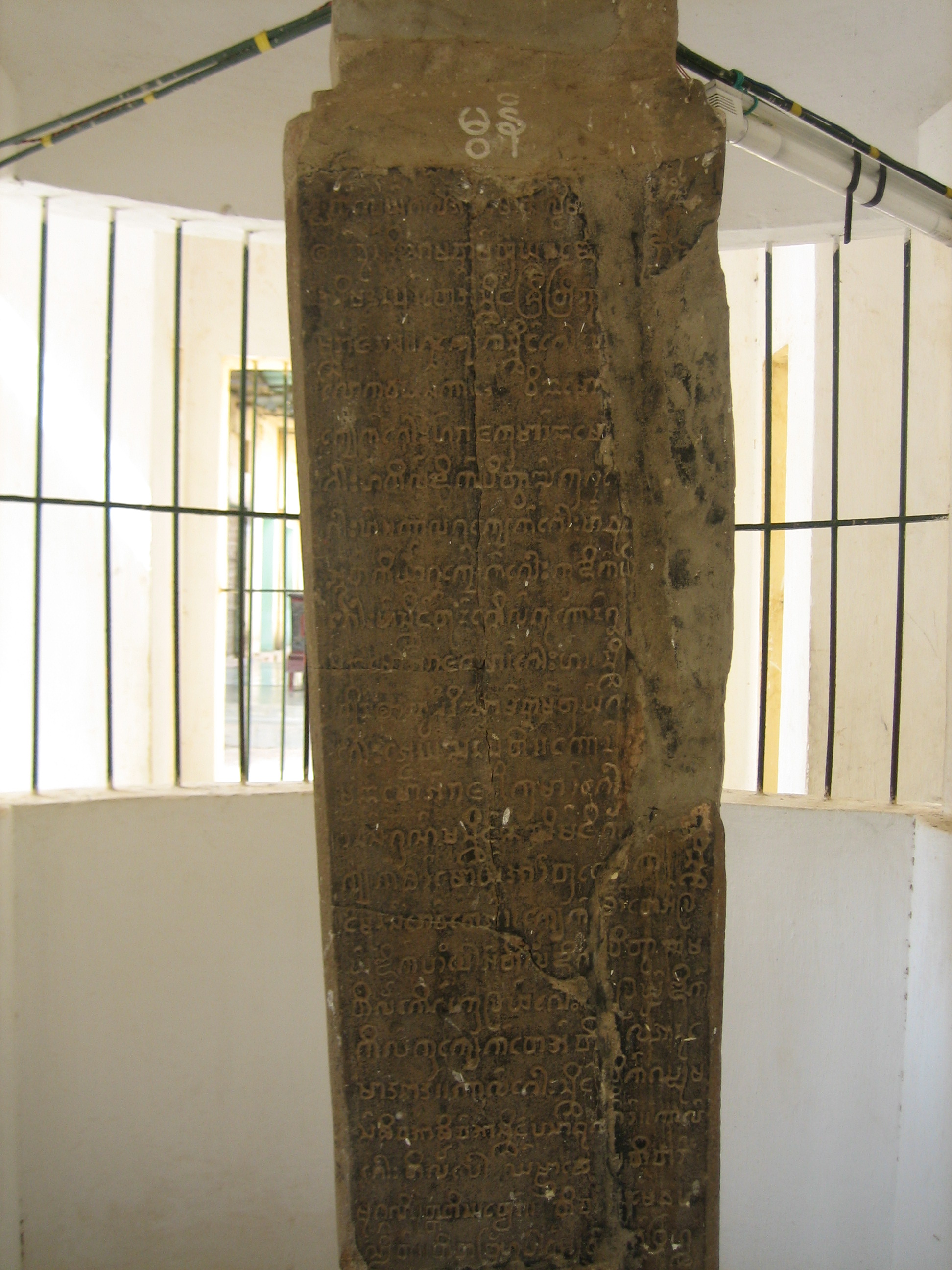
نقش المون نقش مياذي (عام 1113) هو أقدم نقش حجري موجود في ميانمار.

ترك كيان سيتثا العديد من النقوش بلغة المون. خلال هذه الفترة، نُقش نقش مياذي، الذي يحتوي على نقوش متطابقة لقصة باللغة البالية، البيو، المون والبورمية على الجوانب الأربعة. ومع ذلك، بعد وفاة كيان سيتثا، تراجع استخدام لغة المون بين البرمان وبدأت اللغة البورمية تحل محل المون والبيو كلغة للتفاهم المشترك.
عُثر أيضًا على نقوش مون من آثار دڤارافاتي في تايلاند. ومع ذلك، لا يزال غير واضح إذا كان السكان من المون أو مزيج من المون والمالايو أو الخمير. كما كانت الممالك اللاحقة مثل مملكة لافو خاضعة للإمبراطورية الخميرية.
بعد سقوط باجان، أصبحت لغة المون مرة أخرى لغة التفاهم المشتركة في مملكة هانتوادي (1287–1539) في ميانمار السفلى الحالية، والتي ظلت منطقة ذات أغلبية ناطقة بالمون حتى القرن التاسع عشر، عندما كانت اللغة البورمية قد توسعت من قلبها التقليدي في بورما العليا إلى بورما السفلى.
أُرجع التحول اللغوي في المنطقة من المون إلى البورمية إلى مزيج من النزوح السكاني، والزيجات المختلطة، والتغيرات الطوعية في الهوية الذاتية بين السكان الذين بدأوا يصبحون ثنائيي اللغة في المون والبورمية في أنحاء بورما السفلى. بالتأكيد، سُرّع هذا التحول بعد سقوط مملكة هانتوادي المستعادة الناطقة بالمون في عام 1757. بعد سقوط بيغو (التي تُعرف الآن باسم باجو)، فر العديد من اللاجئين الناطقين بالمون وأُعيد توطينهم في ما يُعرف الآن بتايلاند الحديثة. بحلول عام 1830، كان يُقدّر أن 90% من سكان بورما السفلى قد تعرّفوا على أنفسهم على أنهم ناطقون بالبورمية من البرمان؛ حيث أصبحت مساحات شاسعة من المناطق السابقة التي كانت ناطقة بالمون، من دلتا إيراوادي نهرًا عابرًا، ممتدة من باسين (التي تُعرف الآن باسم باتين) ورانغون (التي تُعرف الآن باسم يانغون) إلى ثاراوادي، تونغو، بروم (التي تُعرف الآن باسم بياي) وهينزادا (التي تُعرف الآن باسم هينثادا)، ناطقة بالبورمية. كما سارع الاحتلال التدريجي لبريطانيا لبورما طوال القرن التاسع عشر، بالإضافة إلى عدم الاستقرار الاقتصادي والسياسي في بورما العليا (مثل زيادة الضرائب على التاج البورمي، وحوافز الإنتاج البريطاني للأرز، وما إلى ذلك) في تسريع هجرة الناطقين بالبورمية من بورما العليا إلى بورما السفلى.
لقد أثرت لغة المون على الفروق النحوية الدقيقة بين الأنواع المختلفة للغة البورمية في بورما السفلى وبورما العليا. في أنواع البورمية السفلى، يُستخدم الفعل "ပေး" ("يعطي") بشكل عام كعلامة سببية سماحية، كما في لغات جنوب شرق آسيا الأخرى، لكن على عكس اللغات التبتية-البرمانية الأخرى. هذا الاستخدام نادر في أنواع البورمية العليا، ويعتبر بناءً غير قياسي.
في عام 1972، أسس حزب ولاية المون الجديد (NMSP) نظامًا تعليميًا وطنيًا للمون، يستخدم اللغة المون كوسيلة تدريس، في المناطق التي تسيطر عليها المتمردون. وُسّع النظام في جميع أنحاء ولاية المون بعد وقف إطلاق النار مع الحكومة المركزية في عام 1995. الآن، تدير ولاية المون نظامًا تعليميًا متعدد المسارات، مع مدارس تستخدم المون كوسيلة تدريس رئيسية (تسمى مدارس المون الوطنية) وتقدم وحدات عن اللغة المون بالإضافة إلى المنهج الحكومي (تسمى "المدارس المختلطة"). في عام 2015، أُطلق دورات اللغة المون على مستوى الولاية في المرحلة الابتدائية. تم التعرف على هذا النظام كنموذج لتعليم اللغة الأم في النظام التعليمي البورمي الوطني، لأنه يتيح للأطفال الذين يتعلمون باللغة المون الاندماج في النظام التعليمي البورمي السائد في مستويات التعليم العالي.
في عام 2013، أُعلن عن أن صحيفة "ثالين وين تايمز" التي تقع في مدينة "ماولامييين"، ستبدأ في نشر الأخبار باللغة المون، لتصبح أول صحيفة باللغة المون في ميانمار منذ عام 1962.

## التوزيع الجغرافي

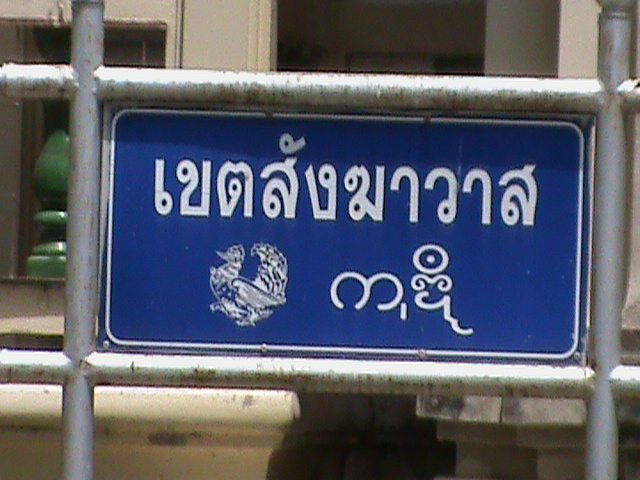
حروف المون والتايلاندية على لافتة في وات موونغ، تايلاند.

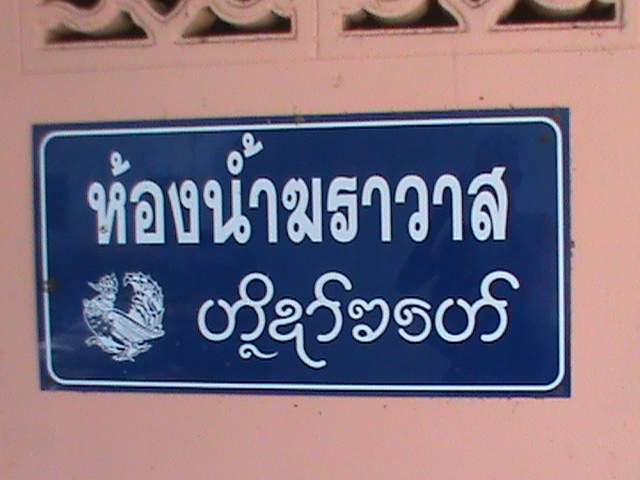
حروف المون والتايلاندية على لافتة في وات موونغ، تايلاند.

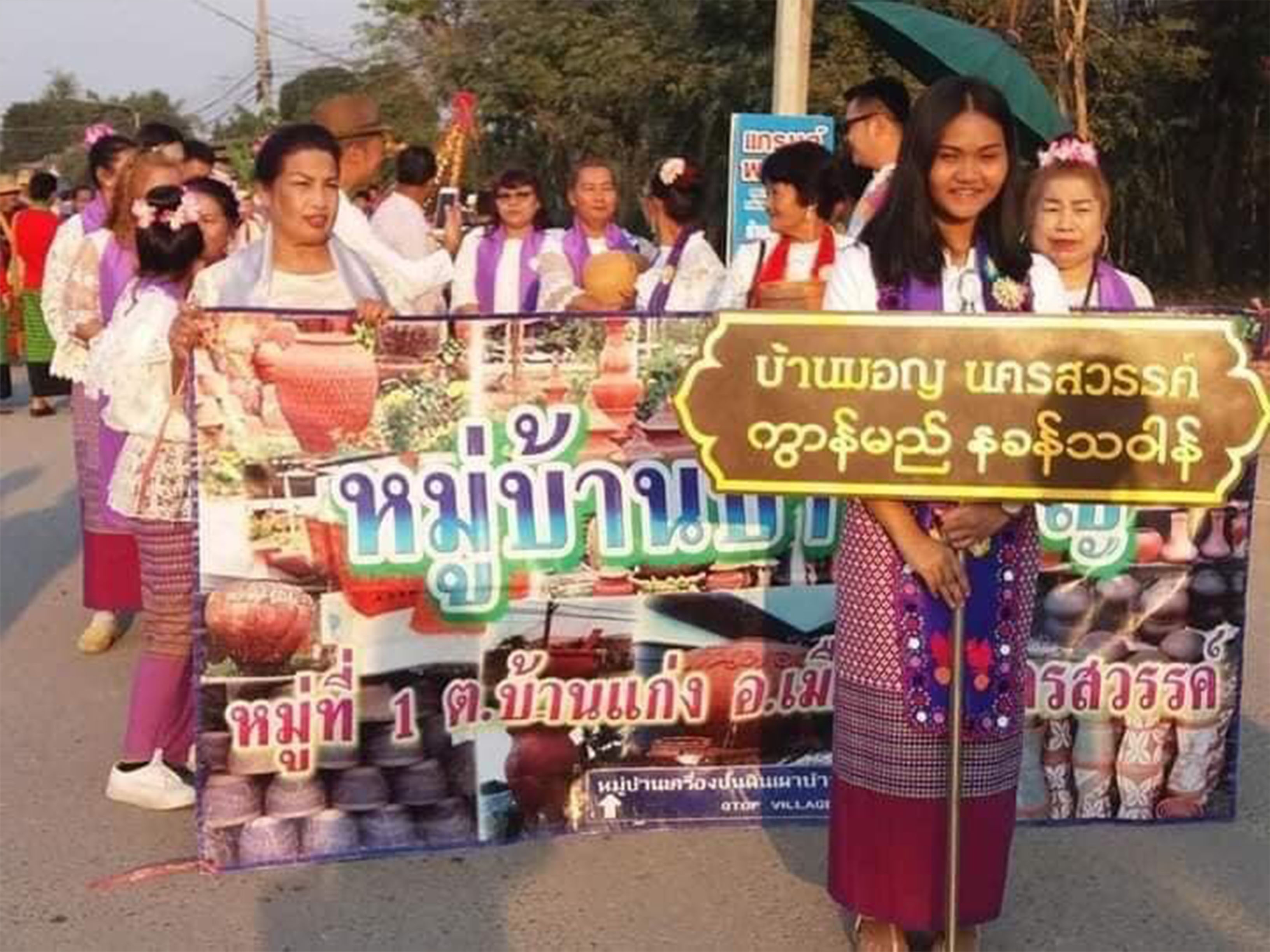
لغة المون في تايلاند.

تظل جنوب ميانمار (التي تشمل ولاية المون، ولاية كاين، ومنطقة تانينثاري) من نهر "سيتاونغ" في الشمال إلى "مايك" (ميرغوي) و"كاوثاونغ" في الجنوب، معقلًا تقليديًا للغة المون. ومع ذلك، في هذه المنطقة، يفضل البورميون في المناطق الحضرية، مثل "ماولامييين"، عاصمة ولاية المون، استخدام اللغة البورمية. في السنوات الأخيرة، تراجعت استخدامات اللغة المون في ميانمار، خاصة بين الجيل الأصغر.
بينما تعد تايلاند موطنًا لعدد كبير من السكان المون نتيجة للهجرات التاريخية المتتالية، إلا أن نسبة صغيرة فقط (تتراوح التقديرات بين 60,000 و 80,000) يتحدثون باللغة المون، وذلك بسبب التايلاندية والاندماج الذي حدث بين المون والمجتمع التايلاندي السائد. يتركز المتحدثون بالمون في تايلاند بشكل رئيسي في كو كريت. تتركز المجموعة المتبقية من المتحدثين باللغة المون في بعض مناطق تايلاند مثل ساموت ساخون، ساموت سونغكرام، ناخون باتوم، وكذلك في المقاطعات الغربية على الحدود مع ميانمار مثل كانشانابوري، بتشيبوري، براشواب خيري خان، وراتشابوري. هناك مجموعة صغيرة من السكان في تايلاند يتحدثون لغة قريبة من المون تُسمى نياه كور. وهم من نسل مملكة دفارافاتي الناطقة بالمون.

## اللهجات
لدى لغة المون ثلاث لهجات رئيسية في بورما، تأتي من المناطق المختلفة التي يسكنها المون. وهي اللهجة الوسطى (المناطق المحيطة بـموتاما وماولامييين)، وباغو، ويي. جميع هذه اللهجات مفهومة متبادلًا. تُدرج إثنولوج اللهجات المون على أنها (مارتابان-مولميين، المون الوسطى، المون تي)، و(بيغو، المون الشمالية)، و(يي، المون الجنوبية)، مع توافر فهم متبادل مرتفع بين هذه اللهجات.
توجد بعض الاختلافات بين المون التايلاندية واللهجات المون البورمية، ولكنها مفهومة متبادلًا. وتعتبر اللهجات المون التايلاندية "مهددة بالانقراض بشكل شديد".

## الصوتيات

### الحروف الساكنة
|         |           | ثنائي الشفاه     | أسناني           | حنكي     | حلقي     | حنجري   |
| ------- | --------- | ---------------- | ---------------- | -------- | -------- | ------- |
| أنفي    | أنفي      | ‎[[\|m]]‏          | ‎[[\|n]]‏          | ‎[[\|ɲ]]‏  | ‎[[\|ŋ]]‏  |         |
| وقفي    | غير منفجر | ‎[[\|p]]‏          | ‎[[\|t]]‏          | ‎[[\|c]]‏  | ‎[[\|k]]‏  | ‎[[\|ʔ]]‏ |
| وقفي    | منفجر     | ‎[[\|pʰ]]‏         | ‎[[\|tʰ]]‏         |          | ‎[[\|kʰ]]‏ |         |
| وقفي    | انفجاري   | ‎[[\|ɓ]]‏~‎[[\|b]]‏2 | ‎[[\|ɗ]]‏~‎[[\|d]]‏2 |          |          |         |
| احتكاكي | احتكاكي   |                  | ‎[[\|s]]‏          | ‎[[\|ç]]‏1 |          | ‎[[\|h]]‏ |
| صوتي    | صوتي      | ‎[[\|w]]‏          | ‎[[\|r]]‏          | ‎[[\|j]]‏  |          |         |
| جانبي   | جانبي     |                  | ‎[[\|l]]‏          |          |          |         |

1. ‎/[[|ç]]/‏ يوجد فقط في الكلمات المستعارة من البورمية.
2. الحروف الانفجارية قد تختفي في العديد من اللهجات وتتحول إلى حروف وقفية بدلاً منها.

### الحروف المتحركة
|           | أمامي   | مركزي   | خلفي    |
| --------- | ------- | ------- | ------- |
| مغلق      | ‎[[\|i]]‏ |         | ‎[[\|u]]‏ |
| شبه مغلق  | ‎[[\|e]]‏ | ‎[[\|ə]]‏ | ‎[[\|o]]‏ |
| شبه مفتوح | ‎[[\|ɛ]]‏ | ‎[[\|ɐ]]‏ | ‎[[\|ɔ]]‏ |
| مفتوح     | ‎[[\|æ]]‏ | ‎[[\|a]]‏ |         |

### السجل الصوتي
على عكس اللغات المحيطة مثل البورمية والتايلاندية، فإن لغة المون ليست لغة ذات نغمة. كما هو الحال في العديد من اللغات المون-خمير، يستخدم المون نظامًا من نوع الفونيمات الصوتية أو السجل الصوتي حيث تكون جودة الصوت أثناء نطق الحرف المتحرك هي التي تحدد المعنى. هناك نوعان من السجلات في المون:
1. الصوت الواضح (الطبيعي)، والذي يختلف تحليله بين اللغويين ويشمل من النطق العادي إلى الصوت الخشن
2. الصوت التنفسي، حيث يتمتع الحروف المتحركة بجودة تنفسية مميزة

أظهرت إحدى الدراسات التي شملت متحدثين باللهجة المونية في تايلاند أنه في بعض بيئات المقاطع الصوتية، تكون الكلمات التي تحتوي على حرف متحرك ذو صوت تنفسي أقل بشكل ملحوظ في النغمة مقارنة بالكلمات المماثلة التي تحتوي على الحرف المتحرك الواضح. على الرغم من أن الاختلاف في النغمة في بعض البيئات كان ملحوظًا، إلا أنه لا توجد أزواج الحد الأدنى التي تميز فقط من خلال النغمة. الآلية التباينية هي الفونيمات الصوتية للحرف المتحرك.
في الأمثلة التالية، يُميز الصوت التنفسي بواسطة وضع خط تحت أسفل الحروف.

## النحو

#### الضمائر
| مون      | الترجمة                       |
| -------- | ----------------------------- |
| အဲ        | أنا                           |
| ဒဒက်တဴကဵုအဲ   | لي، ملكي                      |
| ဟိုန်အဲ      | لي                            |
| မိန်အဲ      | بواسطة لي                     |
| ကုအဲ       | من عندي                       |
| ပိုဲ        | نحن                           |
| ဟိုန်ပိုဲ      | لنا                           |
| ဒဒက်တဴကဵုပိုဲ   | لنا، ملكنا، منّا               |
| ကုပိုဲ       | إلينا                         |
| မိန်ပိုဲညးဂမၠိုၚ်  | بواسطة نحن                    |
| နူပိုဲညးဂမၠိုၚ်   | منّا                           |
| တၠအဲ၊ ဗှေ်    | أنت؛ أنتَ                      |
| ဒဒက်တဴကဵုတၠအဲ  | أنت، لك؛ لكَ، ملككَ             |
| ဟိုန်တၠအဲ     | أنتَ؛ أنتِ                      |
| မိန်တၠအဲ     | بواسطة أنت (مفرد)؛ بواسطة أنتَ |
| နူတၠအဲ      | من عندك                       |
| ကုတၠအဲ      | إليك                          |
| ာ်မၞးတံညးဂမၠိုၚ်   | أنت                           |
| ဟိုန်မၞးတံ     | أنتَ (مفعول به)                |
| ဒဒက်တဴကဵုမၞးတံ  | ملكك، ملككم                   |
| ကုမၞးတံ      | إليك                          |
| မိန်မၞးတံ     | بواسطة أنتَ                    |
| နူမၞးတံ      | من عندك                       |
| ာ်ညးဂှ်       | هو                            |
| ဒဒက်တဴကဵုညးဂှ်  | ملكه                          |
| ဟိုန်ညးဂှ်     | إياه                          |
| ကုညးဂှ်      | إليه                          |
| နူညးဂှ်      | منه                           |
| ာ်ညးတံဂှ်      | هم                            |
| ဟိုန်ညးတံဂှ်    | هم                            |
| ဒဒက်တဴကဵုညးတံဂှ် | ملكهم، ملكهن                  |
| ကုညးတံဂှ်     | إليهم                         |
| မိန်ညးတံဂှ်    | بواسطة هم                     |
| နူညးတံဂှ်     | منهم                          |
| ာ်ညးဗြဴဂှ်      | هي                            |
| ကုညးဗြဴဂှ်     | ملكها                         |
| မိန်ညးဗြဴဂှဲ၊ပ်ဍဲ | بواسطة هي؛ في هي              |
| နူညးဗြဴဂှ်     | منها                          |
| ာ်ဗြဴတံဂှ်      | هن (جمع مؤنث)                 |
| ဟိုန်ညးဗြဴတံဂှ်   | هناك                          |
| ကုညးဗြဴတံဂှ်    | إليهن                         |
| နူညးဗြဴတံဂှ်    | منهن                          |
| ပ်ဍဲညးဗြဴတံဂှ်   | فيهن                          |

### الأفعال وعبارات الأفعال
لا تنصرف الأفعال في اللغة المون للأشخاص. يتم إظهار الزمن من خلال الحروف المساعدة.
بعض الأفعال لها صيغة سببية اشتقاقية، والتي تكون غالبًا مسبوقة بـ /pə-/ (بان هلا، 1989: 29):
| الفعل الأصلي | الترجمة    | الفعل السببي | الترجمة |
| ------------ | ---------- | ------------ | ------- |
| chɒt         | يموت       | kəcɒt        | يقتل    |
| lɜm          | يتلف       | pəlɒm        | يدمر    |
| khaɨŋ        | يكون ثابتًا | pəkhaɨŋ      | يثبت    |
| tɛm          | يعرف       | pətɛm        | يُعلم    |

#### الأسماء وعبارات الأسماء
| الفئة         | المحتوى                         | الترجمة                        |
| ------------- | ------------------------------- | ------------------------------ |
| مفرد وجمع     | سɔت باكاو مو̤ا مِيا               | 'تفاحة واحدة'                  |
| صفات          | سɔت باكاو با مِيا                | 'تفاحتان'                      |
| إشارة         | نغوا نوʔ                        | 'هذا اليوم'                    |
| طبقات تصنيفية | كا نه مو̤ا تاننغ                 | 'قلم واحد'                     |
| حروف جر       | دُوَا ءِما                         | 'في البحيرة'                   |
| جمل           | ʔوَا رَان هَوْ توَا يا               | 'اشتريت أرزًا.'                 |
| جمل           | نِيَهْ تَوْ پَاتُن كَوْ ءُوَا فِيسَا إِنْغْلُويْت | 'لقد علّموني اللغة الإنجليزية.' |

#### الأسئلة
تُظهر أسئلة "نعم-لا" باستخدام أداة استفهام نهائية هي "ها":
| الجملة             | الترجمة                           |
| ------------------ | --------------------------------- |
| بِِى شِئَاْ پْڢَ پِں تِئ يا | 'هل تناولت الأرز؟'                |
| أَبَا تَئآبَا يا؟      | 'هل سيذهب الأب؟' (بان هلا، ص. 42) |

أسئلة "من" تستخدم أداة استفهام نهائية مختلفة هي "راو". ولا تخضع الكلمة الاستفهامية لتحرك "من"، أي أنها لا تتحرك بالضرورة إلى مقدمة الجملة:
| الجملة                   | الترجمة      |
| ------------------------ | ------------ |
| تَلا ءَوْ خَرَكَرَ تِغْ سَلْ مُوْ ݥَا؟ | 'ماذا غسلت؟' |

## القراءة الإضافية
- Aung-Thwin، Michael (2005). The mists of Rāmañña: The Legend that was Lower Burma (ط. illustrated). Honolulu: University of Hawai'i Press. ISBN:9780824828868.
- Bauer، Christian (1982). Morphology and syntax of spoken Mon (PhD dissertation). University of London (SOAS).
- Bauer، Christian (1984). A guide to Mon studies. Working Papers. Monash University. ج. 32. ISBN:0867463481.
- Bauer، Christian (1986). "The verb in spoken Mon" (PDF). Mon-Khmer Studies. ج. 15: 87–110. مؤرشف من الأصل (PDF) في 2015-06-16.
- Bauer، Christian (Spring 1986). "Questions in Mon: Addenda and Corrigenda" (PDF). Linguistics of the Tibeto-Burman Area. ج. 9 ع. 1: 22–26. مؤرشف من الأصل (PDF) في 2022-01-24.
- Diffloth، Gerard (1984). The Dvarati Old Mon language and Nyah Kur. Monic Language Studies. Bangkok: Chulalongkorn University. ج. I. ISBN:974-563-783-1.
- Diffloth، Gerard (1985). "The registers of Mon vs. the spectrographist's tones". UCLA Working Papers in Phonetics. ج. 60: 55–58. مؤرشف من الأصل في 2024-05-12.
- Ferlus، Michel (1984). "Essai de phonetique historique du môn" (PDF). Mon-Khmer Studies. ج. 12: 1–90. مؤرشف من الأصل (PDF) في 2015-06-16.
- Guillon، Emmanuel (1976). Some aspects of Mon syntax. Oceanic Linguistics Special Publications. University of Hawai'i Press. ص. 407–421. JSTOR:20019165.
- Halliday، Robert (1922). A Mon–English dictionary. Bangkok: Siam Society.
- Haswell, J. M. (1874). Grammatical Notes and Vocabulary of the Peguan Language: To which are Added a Few Pages of Phrases, &c (بالإنجليزية). American Mission Press. Archived from the original on 2023-11-02.
- Huffman، Franklin (1990). "Burmese Mon, Thai Mon, and Nyah Kur: a synchronic comparison" (PDF). Mon-Khmer Studies. 16–17: 31–84. مؤرشف من الأصل (PDF) في 2015-06-16.
- Jenny، Mathias (2005). The Verb System of Mon (Thesis). Zürich: Universität Zürich. ISBN:3-9522954-1-8.
- Lee، Thomas (1983). "An acoustical study of the register distinction in Mon". UCLA Working Papers in Phonetics. ج. 57: 79–96. مؤرشف من الأصل في 2024-01-29.
- Lieberman، Victor B. (2003). Strange Parallels: Southeast Asia in Global Context, c. 800–1830. Cambridge University Press. ج. 1: Integration on the Mainland. ISBN:978-0-521-80496-7.
- Pan Hla، Nai (1986). "Remnant of a lost nation and their cognate words to Old Mon Epigraph" (PDF). Journal of the Siam Society. ج. 74: 122–155. مؤرشف من الأصل (PDF) في 2020-07-18.
- Pan Hla، Nai (1989). An introduction to Mon language. Center for Southeast Asian Studies, Kyoto University.
- Pan Hla, Nai. 1992. The Significant Role of the Mon Language and Culture in Southeast Asia. Tokyo, Japan: Institute for the Study of Languages and Cultures of Asia and Africa.
- Shorto, H.L. 1962. A Dictionary of Modern Spoken Mon. Oxford University Press.
- Shorto, H.L.; Judith M. Jacob; and E.H.S. Simonds. 1963. Bibliographies of Mon–Khmer and Tai Linguistics. Oxford University Press.
- Shorto, H.L. 1966. "Mon vowel systems: a problem in phonological statement". in Bazell, Catford, Halliday, and Robins, eds. In memory of J.R. Firth, pp. 398–409.
- Shorto, H.L. 1971. A Dictionary of the Mon Inscriptions from the Sixth to the Sixteenth Centuries. Oxford University Press.
- Thongkum، Therapan L. (1987). "Another look at the register distinction in Mon". UCLA Working Papers in Phonetics. ج. 67: 132–165. مؤرشف من الأصل في 2024-03-05.

## الروابط الخارجية
- A hypertext grammar of the Mon language نسخة محفوظة 2016-11-17 على موقع واي باك مشين.
- SEAlang Project: Mon–Khmer languages: The Monic Branch
- Old Mon inscriptions database
  - The Ananda "Basement" Plaques
- Mon-language Swadesh vocabulary list of basic words (from Wiktionary's Swadesh-list appendix)
- Mon Language Project
- Mon Language in Thailand: The endangered heritage
- "Monic". مؤرشف من الأصل (lecture) في 2007-09-15. اطلع عليه بتاريخ 2007-09-21.